# Morimopsis glabripennis
Morimopsis glabripennis är en skalbaggsart som beskrevs av Holzschuh 2003. Morimopsis glabripennis ingår i släktet Morimopsis och familjen långhorningar. Inga underarter finns listade i Catalogue of Life.